# Cristian Leonel Díaz
Cristian Leonel Díaz (Florencio Varela, Buenos Aires, 12 de mayo de 1976) es un exfutbolista y actual entrenador del Atlético Tembetary. Jugaba como lateral izquierdo.

## Trayectoria

### Como futbolista
Jugó más de 5 años en el fútbol europeo (Udinese de Italia, y Mallorca y Levante en España).
En Argentina fue campeón de la Supercopa Sudamericana 1995 con Independiente (donde surgió), de la Copa Sudamericana 2007 y la Copa Suruga Bank 2008 con Arsenal de Sarandí. Además, logró el ascenso a Primera División con Huracán en la Temporada 2006/2007. Se retiró finalmente en 2009.

### Como entrenador
Luego de trabajar en el equipo preliminar (líder en el torneo y con más de 15 partidos invicto), sucedió en marzo de 2012 a Ramón Díaz en el cargo de entrenador de la Primera División del Club Atlético Independiente. En su debut como director técnico profesional, logró el histórico triunfo frente al Club Atlético Boca Juniors en La Bombonera por 5 a 4, cortándole así un invicto de 33 partidos sin perder, y convirtiéndose en el único equipo que le convirtió más de 4 goles en su cancha desde 1996. Se destacan sus 4 victorias consecutivas de local (hasta hoy ningún otro entrenador lo pudo lograr), el haber conseguido mantener la valla invicta en casi el 40% de los partidos que dirigió, y la goleada por 4 a 1 frente a su clásico rival, Racing Club. Además, promovió a los siguientes juveniles: Diego Rodríguez, Patricio Vidal, Francisco Pizzini y Fabián Monserrat.  
A comienzos de 2013 fue elegido como nuevo entrenador de Deportes Iquique de Chile. Allí logró la primera clasificación en la historia del club a la fase de grupos de la Copa Libertadores, dejando en el camino a León de México (fue la única vez que Deportes Iquique avanzó de fase en un torneo internacional -había quedado eliminado en la primera ronda de la Copa Sudamericana 2011 y 2012-). Integró el Grupo 4 junto Emelec de Ecuador y dos campeones como Vélez Sarsfield y Peñarol de Uruguay. Logró vencer de local a Emelec (único triunfo de Iquique en una Copa Libertadores) y llegó hasta la Cuarta Fecha de la Copa con chances de clasificar a los octavos de final. En el plano local, sobresale el triunfo frente al Colo Colo (equipo con más títulos en Chile) por 2 a 1.
En 2015 dirigió a la Universidad San Martín de la Primera División del Perú.
En febrero de 2016 firma su contrato con el Club Olimpo de Bahía Blanca. Luego de 26 partidos (5 victorias, 11 empates y 10 derrotas), deja su cargo de común acuerdo con la comisión directiva.

En abril de 2017 firmó su contrato con Quilmes y en donde, después de una mala temporada, descendería al Nacional B.
Campeón en el Torneo de Apertura 2018 de Liga Mayor de El Salvador con Santa Tecla F.C. siendo reconocido como el técnico más importante de dicho certamen.
En 2019 se hizo cargo del Club Deportivo Jorge Wilstermann que milita en la primera división de Bolivia, con el que logró proclamarse campeón nacional al ganar el Torneo Clausura, marcando un récord histórico de 60 puntos.
En el año 2020 dirigió al Wilstermann en la Copa Libertadores de América, teniendo como rivales de grupo a Peñarol de Uruguay, Colo Colo de Chile y Atlético Paranaense de Brasil, dándose un hecho histórico para el cuadro boliviano al clasificar a octavos de final como primero de la serie. Logrando un empate en Brasil (0 a 0) y una victoria como visitante 34 años después, esta vez en Chile (1 a 0). En octavos de final se midió con Libertad de Paraguay, cuadro que lo eliminó.
Luego de Wilstermann fue entrenador de Royal Pari de Bolivia, para luego de un desempeño regular asumir la dirección tecnoca del decano de Bolivia el club Deportivo The Strongest, con el que clasifica en tercer puesto a la Copa Libertadores de América optando luego a la fase de grupos y siendo eliminado participara en la Sudamericana.
Actualmente ha clasificado a la semifinal luego de eliminar a Royal pari enfrentara a Palmaflor (Junio de 2022).
El 5 de agosto del 2024 es anunciado como nuevo DT de Cienciano del Cusco.

## Clubes

### Como futbolista
| Club                   | País      | Año       | Partidos | Goles |
| ---------------------- | --------- | --------- | -------- | ----- |
| Independiente          | Argentina | 1995-2000 | 119      | 4     |
| Udinese                | Italia    | 2000-2001 | 32       | 1     |
| Mallorca               | España    | 2001-2002 | 8        | 0     |
| Levante                | España    | 2002-2003 | 39       | 0     |
| Albacete               | España    | 2003      | 6        | 0     |
| Ciudad de Murcia       | España    | 2004      | 17       | 1     |
| Almería                | España    | 2005      | 4        | 0     |
| Olimpo de Bahía Blanca | Argentina | 2005-2006 | 18       | 1     |
| Huracán                | Argentina | 2006-2007 | 39       | 0     |
| Arsenal de Sarandí     | Argentina | 2007-2009 | 47       | 0     |

### Como entrenador
| Equipo                        | Div.                | Temporada           | Liga | Liga | Liga | Liga |    | Copa | Copa | Copa | Copa |   | Internacional | Internacional | Internacional | Internacional |   | Otros | Otros | Otros | Otros |     | Totales     | Totales | Totales | Totales | Totales | Totales | Totales | Totales |
| Equipo                        | Div.                | Temporada           | PD   | G    | E    | P    | PD | G    | E    | P    | PD   | G | E             | P             | PD            | G             | E | P     | PD    | G     | E     | P   | Rendimiento | GF      | GC      | Dif.    |         |         |         |         |
| ----------------------------- | ------------------- | ------------------- | ---- | ---- | ---- | ---- | -- | ---- | ---- | ---- | ---- | - | ------------- | ------------- | ------------- | ------------- | - | ----- | ----- | ----- | ----- | --- | ----------- | ------- | ------- | ------- | ------- | ------- | ------- | ------- |
| Independiente Argentina       | 1.ª                 | 2011-12             | 17   | 6    | 5    | 6    | 1  | 0    | 0    | 1    | -    | - | -             | -             | -             | -             | - | -     | 18    | 6     | 5     | 7   | 42.59%      | 23      | 26      | -3      |         |         |         |         |
| Independiente Argentina       | 1.ª                 | 2012-13             | 4    | 0    | 2    | 2    | -  | -    | -    | -    | 1    | 0 | 1             | 0             | -             | -             | - | -     | 5     | 0     | 3     | 2   | 20%         | 3       | 7       | -4      |         |         |         |         |
| Independiente Argentina       | Total               | Total               | 21   | 6    | 7    | 8    | 1  | 0    | 0    | 1    | 1    | 0 | 1             | 0             | -             | -             | - | -     | 23    | 6     | 8     | 9   | 37.68%      | 26      | 33      | -7      |         |         |         |         |
| Deportes Iquique · Chile      | 1.ª                 | 2013-T              | 7    | 1    | 1    | 5    | -  | -    | -    | -    | 6    | 1 | 2             | 3             | -             | -             | - | -     | 13    | 2     | 3     | 8   | 23.07%      | 10      | 21      | -11     |         |         |         |         |
| Deportes Iquique · Chile      | Total               | Total               | 7    | 1    | 1    | 5    | -  | -    | -    | -    | 6    | 1 | 2             | 3             | -             | -             | - | -     | 13    | 2     | 3     | 8   | 23.07%      | 10      | 21      | -11     |         |         |         |         |
| Universidad San Martín · Perú | 1.ª                 | 2015                | 32   | 10   | 7    | 15   | 12 | 6    | 2    | 4    | -    | - | -             | -             | -             | -             | - | -     | 44    | 16    | 9     | 19  | 43.18%      | 47      | 52      | -5      |         |         |         |         |
| Universidad San Martín · Perú | Total               | Total               | 32   | 10   | 7    | 15   | 12 | 6    | 2    | 4    | -    | - | -             | -             | -             | -             | - | -     | 44    | 16    | 9     | 19  | 43.18%      | 47      | 52      | -5      |         |         |         |         |
| Olimpo Argentina              | 1.ª                 | 2016                | 12   | 3    | 4    | 5    | 2  | 0    | 1    | 1    | -    | - | -             | -             | -             | -             | - | -     | 14    | 3     | 5     | 6   | 33.33%      | 12      | 15      | -3      |         |         |         |         |
| Olimpo Argentina              | 1.ª                 | 2016-17             | 12   | 2    | 6    | 4    | -  | -    | -    | -    | -    | - | -             | -             | -             | -             | - | -     | 12    | 2     | 6     | 4   | 33.34%      | 10      | 12      | -2      |         |         |         |         |
| Olimpo Argentina              | Total               | Total               | 24   | 5    | 10   | 9    | 2  | 0    | 1    | 1    | -    | - | -             | -             | -             | -             | - | -     | 26    | 5     | 11    | 10  | 33.33%      | 22      | 27      | -5      |         |         |         |         |
| Quilmes Argentina             | 1.ª                 | 2016-17             | 11   | 1    | 3    | 7    | 1  | 0    | 1    | 0    | -    | - | -             | -             | -             | -             | - | -     | 12    | 1     | 4     | 7   | 19.44%      | 4       | 13      | -9      |         |         |         |         |
| Quilmes Argentina             | Total               | Total               | 11   | 1    | 3    | 7    | 1  | 0    | 1    | 0    | -    | - | -             | -             | -             | -             | - | -     | 12    | 1     | 4     | 7   | 19.44%      | 4       | 13      | -9      |         |         |         |         |
| Santa Tecla · El Salvador     | 1.ª                 | 2018-A              | 27   | 16   | 8    | 3    | 8  | 4    | 4    | 0    | -    | - | -             | -             | -             | -             | - | -     | 35    | 20    | 12    | 3   | 68.57%      | 51      | 26      | +25     |         |         |         |         |
| Santa Tecla · El Salvador     | 1.ª                 | 2019-C              | 18   | 5    | 7    | 6    | -  | -    | -    | -    | -    | - | -             | -             | -             | -             | - | -     | 18    | 5     | 7     | 6   | 40.74%      | 24      | 27      | -3      |         |         |         |         |
| Santa Tecla · El Salvador     | Total               | Total               | 45   | 21   | 15   | 9    | 8  | 4    | 4    | 0    | -    | - | -             | -             | -             | -             | - | -     | 53    | 25    | 19    | 9   | 59.12%      | 75      | 53      | +22     |         |         |         |         |
| Jorge Wilstermann · Bolivia   | 1.ª                 | 2019-C              | 26   | 18   | 6    | 2    | -  | -    | -    | -    | -    | - | -             | -             | -             | -             | - | -     | 26    | 18    | 6     | 2   | 76.92%      | 57      | 21      | +36     |         |         |         |         |
| Jorge Wilstermann · Bolivia   | 1.ª                 | 2020                | 26   | 12   | 6    | 8    | -  | -    | -    | -    | 8    | 3 | 1             | 4             | -             | -             | - | -     | 34    | 15    | 7     | 12  | 50.98%      | 45      | 38      | +7      |         |         |         |         |
| Royal Pari · Bolivia          | 1.ª                 | 2021                | 11   | 6    | 0    | 5    | -  | -    | -    | -    | 2    | 0 | 1             | 1             | -             | -             | - | -     | 13    | 6     | 1     | 6   | 48.71%      | 26      | 23      | +3      |         |         |         |         |
| Royal Pari · Bolivia          | Total               | Total               | 11   | 6    | 0    | 5    | -  | -    | -    | -    | 2    | 0 | 1             | 1             | -             | -             | - | -     | 13    | 6     | 1     | 6   | 48.71%      | 26      | 23      | +3      |         |         |         |         |
| The Strongest · Bolivia       | 1.ª                 | 2021                | 12   | 7    | 5    | 0    | -  | -    | -    | -    | -    | - | -             | -             | -             | -             | - | -     | 12    | 7     | 5     | 0   | 72.22%      | 15      | 4       | +11     |         |         |         |         |
| The Strongest · Bolivia       | 1.ª                 | 2022-A              | 21   | 11   | 6    | 4    | -  | -    | -    | -    | 10   | 3 | 4             | 3             | -             | -             | - | -     | 31    | 14    | 10    | 7   | 55.91%      | 45      | 26      | +19     |         |         |         |         |
| The Strongest · Bolivia       | 1.ª                 | 2022-C              | 2    | 1    | 0    | 1    | -  | -    | -    | -    | 2    | 0 | 0             | 2             | -             | -             | - | -     | 4     | 1     | 0     | 3   | 25%         | 6       | 9       | -3      |         |         |         |         |
| The Strongest · Bolivia       | Total               | Total               | 35   | 19   | 11   | 5    | -  | -    | -    | -    | 12   | 3 | 4             | 5             | -             | -             | - | -     | 47    | 22    | 15    | 10  | 57.45%      | 66      | 39      | +27     |         |         |         |         |
| Jorge Wilstermann · Bolivia   | 1.ª                 | 2023                | 32   | 12   | 13   | 7    | 16 | 7    | 2    | 7    | -    | - | -             | -             | -             | -             | - | -     | 48    | 19    | 15    | 14  | 50%         | 66      | 45      | +21     |         |         |         |         |
| Jorge Wilstermann · Bolivia   | 1.ª                 | 2024                | 4    | 1    | 1    | 2    | -  | -    | -    | -    | 1    | 0 | 1             | 0             | -             | -             | - | -     | 5     | 1     | 2     | 2   | 33.33%      | 6       | 5       | +1      |         |         |         |         |
| Jorge Wilstermann · Bolivia   | Total               | Total               | 88   | 43   | 26   | 19   | 16 | 7    | 2    | 7    | 9    | 3 | 2             | 4             | -             | -             | - | -     | 113   | 53    | 30    | 31  | 55.75%      | 174     | 109     | +65     |         |         |         |         |
| Deportivo Morón Argentina     | 2.ª                 | 2024                | 8    | 1    | 6    | 1    | -  | -    | -    | -    | -    | - | -             | -             | -             | -             | - | -     | 8     | 1     | 6     | 1   | 37.5%       | 3       | 5       | -2      |         |         |         |         |
| Deportivo Morón Argentina     | Total               | Total               | 8    | 1    | 6    | 1    | -  | -    | -    | -    | -    | - | -             | -             | -             | -             | - | -     | 8     | 1     | 6     | 1   | 37.5%       | 3       | 5       | -2      |         |         |         |         |
| Cienciano · Perú              | 1.ª                 | 2024                | 12   | 7    | 1    | 4    | -  | -    | -    | -    | -    | - | -             | -             | -             | -             | - | -     | 12    | 7     | 1     | 4   | 61.11%      | 25      | 15      | +10     |         |         |         |         |
| Cienciano · Perú              | 1.ª                 | 2025                | 7    | 1    | 3    | 3    | -  | -    | -    | -    | 3    | 0 | 3             | 0             | -             | -             | - | -     | 10    | 1     | 6     | 3   | 30%         | 13      | 15      | -2      |         |         |         |         |
| Cienciano · Perú              | Total               | Total               | 19   | 8    | 4    | 7    | -  | -    | -    | -    | 3    | 0 | 3             | 0             | -             | -             | - | -     | 22    | 8     | 7     | 7   | 46.97%      | 38      | 30      | +8      |         |         |         |         |
| Atlético Tembetary Paraguay   | 1.ª                 | 2025-A              | 2    | 1    | 1    | 0    | -  | -    | -    | -    | -    | - | -             | -             | -             | -             | - | -     | 2     | 1     | 1     | 0   | 66.67%      | 2       | 1       | +1      |         |         |         |         |
| Atlético Tembetary Paraguay   | Total               | Total               | 2    | 1    | 1    | 0    | -  | -    | -    | -    | -    | - | -             | -             | -             | -             | - | -     | 2     | 1     | 1     | 0   | 66.67%      | 2       | 1       | +1      |         |         |         |         |
| Total en su carrera           | Total en su carrera | Total en su carrera | 303  | 122  | 91   | 90   | 40 | 17   | 10   | 13   | 33   | 7 | 13            | 13            | -             | -             | - | -     | 376   | 146   | 114   | 116 | 48.94%      | 493     | 406     | +87     |         |         |         |         |
| 1. 2.                         |                     |                     |      |      |      |      |    |      |      |      |      |   |               |               |               |               |   |       |       |       |       |     |             |         |         |         |         |         |         |         |

#### Resumen estadístico
| Competición                                | Partidos | Ganados | Empatados | Perdidos | %      | Resultado              |
| ------------------------------------------ | -------- | ------- | --------- | -------- | ------ | ---------------------- |
| Primera División de Argentina              | 56       | 12      | 20        | 24       | 33.33% | 15.º lugar             |
| Primera Nacional                           | 8        | 1       | 6         | 1        | 37.5%  | 13.º lugar             |
| Copa Argentina                             | 4        | 0       | 2         | 2        | 16.67% | Dieciseisavos de final |
| Primera División de Chile                  | 7        | 1       | 1         | 5        | 19.05% | 16.º lugar             |
| Primera División del Perú                  | 51       | 18      | 11        | 19       | 42.48% | 6.º lugar              |
| Torneo del Inca                            | 12       | 6       | 2         | 4        | 55.56% | Semifinales            |
| Primera División de El Salvador            | 45       | 21      | 15        | 9        | 57.78% | Campeón                |
| Copa INDES                                 | 8        | 4       | 4         | 0        | 66.67% | Semifinales            |
| Primera División de Bolivia                | 134      | 68      | 37        | 29       | 59.95% | Campeón                |
| Copa de la División Profesional de Bolivia | 16       | 7       | 2         | 7        | 47.92% | Subcampeón             |
| Primera División de Paraguay               | 2        | 1       | 1         | 0        | 66.67% | En disputa             |
| Copa Paraguay                              | 0        | 0       | 0         | 0        | 0%     | En disputa             |
| Copa Libertadores                          | 26       | 7       | 8         | 11       | 37.18% | Octavos de final       |
| Copa Sudamericana                          | 7        | 0       | 5         | 2        | 23.81% | Octavos de final       |
| TOTAL                                      | 376      | 146     | 114       | 116      | 48.94% | 2 Títulos              |

## Palmarés

### Como futbolista

#### Copas internacionales
| Título                 | Club               | Sede           | Año  |
| ---------------------- | ------------------ | -------------- | ---- |
| Supercopa Sudamericana | Independiente      | Río de Janeiro | 1995 |
| Copa Sudamericana      | Arsenal de Sarandí | Avellaneda     | 2007 |
| Copa Suruga Bank       | Arsenal de Sarandí | Osaka          | 2008 |

### Como entrenador
| Título                          | Club        | País        | Año    |
| ------------------------------- | ----------- | ----------- | ------ |
| Primera División de El Salvador | Santa Tecla | El Salvador | 2018-A |
| Primera División de Bolivia     | Wilstermann | Bolivia     | 2019-C |